# 早川崇
早川 崇（はやかわ たかし、 1916年（大正5年）8月21日 - 1982年 （昭和57年）12月7日）は、日本の政治家。位階は正三位勲一等、勲章は旭日大綬章。自由民主党衆議院議員。自治大臣、国家公安委員会委員長、労働大臣、厚生大臣を歴任した。

## 来歴・人物
1916年（大正5年）8月21日、現在の和歌山県田辺市に生まれる。田辺市立田辺第一小学校、旧制和歌山県立田辺中学校（現・和歌山県立田辺高等学校）、第三高等学校文科甲類を経て、1941年（昭和16年）東京帝国大学法学部政治学科を卒業する。東大では矢部貞治の門下で、同期生には中曽根康弘（後の首相）、小沢辰男（後の厚相）がいる。高等文官試験に合格し東大卒業後、内務省に入省する。さらに戦争激化で海軍に志願し海軍主計科士官となる。
1946年（昭和21年）第22回衆議院議員総選挙に無所属で立候補し、当選する（当選同期に小坂善太郎・二階堂進・江崎真澄・小沢佐重喜・石井光次郎・坂田道太・水田三喜男・村上勇・原健三郎・川崎秀二・井出一太郎・中野四郎など）。同年9月には国民党の結成に参加。翌1947年（昭和22年）3月には協同民主党との統合により国民協同党所属となり、三木武夫委員長のもとで書記長に就任する。同年の総選挙から選挙制度が大選挙区制から中選挙区制に改められ、和歌山2区からの立候補となる。1948年（昭和23年）には国民協同党を離れ、社会革新党の結党に参加する。1950年（昭和25年）4月、社会革新党を離れ国民民主党の結党に参加。その後、改進党所属となるが、1953年（昭和28年）の総選挙では落選。1955年（昭和30年）2月の総選挙に日本民主党から立候補し返り咲きを果たし、同年11月の自由民主党結党に参加する。
1963年（昭和38年）第2次池田第3次改造内閣の自治大臣兼国家公安委員会委員長として初入閣を果たす。1964年（昭和39年）3月24日にライシャワー駐日アメリカ合衆国大使が駐日アメリカ合衆国大使館前で、統合失調症の少年に右腿を刺され負傷する事件が起こったため、翌3月25日国務大臣を引責辞任する。自治大臣時代に後の参議院議員となる玉置和郎を秘書官に起用し、政界入りするきっかけを作った。
1966年（昭和41年）、第1次佐藤第3次改造内閣で労働大臣として入閣し、この頃から佐藤栄作・福田赳夫に接近する（元々、佐藤と早川は第2次池田第3次改造内閣で共に閣僚だったことから関係は悪くなかった）。1972年（昭和47年）佐藤後継を争う自民党総裁選挙では、福田支持を表明したため派閥の領袖三木武夫と対立し、菅野和太郎や中村寅太らとともに三木派を脱退した。
1974年（昭和49年）12月、三木内閣が発足。直後に発覚したロッキード事件への対応から三木おろしが激しくなる中、1976年（昭和51年）9月、三木改造内閣が発足。早川は福田の意向に反して同内閣に厚生大臣として入閣する。
1982年（昭和57年）4月、亜細亜大学第2代学長に就任する。同年9月に胆嚢炎の治療のため入院していたが、同年12月7日、死去した。66歳没。同月10日、特旨を以て位を七級追陞され、死没日付をもって従六位から正三位勲一等に叙され、旭日大綬章を追贈された
。衆議院議員を通算14期務めた。追悼演説は翌1983年1月28日、衆議院本会議で小林進により行われた。
学究肌の政治家であり、イギリスの政治などについての著作や翻訳を多数残した。また日本バングラデシュ協会会長として、バングラデシュとの友好に尽くした。

## 栄典
- 1982年（昭和57年）12月7日 -  正三位、勲一等旭日大綬章[5]

## 著作

### 著書
- 『祖国えの反省：欧米視察記』日進印刷出版部、1951年。国立国会図書館サーチ：R100000001-I35119610055691。
- 『世界を観る：写真と文』便利堂、1965年。NDLJP:2509206。
- 『これからの雇用』労務行政研究所、1967年。NDLJP:2530255。
- 『新保守主義の政治哲学』泰流社、1979年。NDLJP:11924923。
- 『ジョセフ・チェンバレン ：非凡な議会人の生涯と業績』第一法規出版、1983年。NDLJP:12222883。
- 『バングラデシュとの出会い : 民族と国境をこえて』（復刻版）早川鎭、2015年4月。 NCID BB18752018。

### 翻訳
- R.T.マッケンジー『英国の政党―保守党・労働党内の権力配置』三澤潤生 共訳、有斐閣。
  -  上巻、1965年。NDLJP:2980834。
  -  下巻、1970年。NDLJP:2980850。
- R.T.マッケンジー、A.シルバー『大理石の中の天使―英国労働者階級の保守主義者』労働法令協会、1973年。NDLJP:11925184。
- ロバート・ブレイク『英国保守党史―ピールからチャーチルまで』労働法令協会、1979年。NDLJP:11924717。

## 記念碑など
- レリーフ：Pan Pacific Sonargaon Dhaka（バングラディシュ・ダッカ）[7]
- 胸像：紀南文化会舘（田辺市新屋敷町）[8]
- 石碑：片山哲・早川崇生誕の地（田辺市上屋敷町）[9]